# MT-TT
MT-TT是位于线粒体DNA上的一个长66碱基对（bp）的非编码基因，编码线粒体苏氨酸转运RNA。

## 突变
MT-TT基因上的15950G>A突变与线粒体肌病、帕金森氏症等疾病相关。此外，MT-TT基因上的15923A>G突变可能与心脏病变相关。此外，15915G>A等突变可能造成细胞色素c功能失调造成听觉丧失、肌无力等病变。